# عامر جميل
عامر جميل (من مواليد 1 يوليو 1945) هو مهاجم كرة قدم عراقي سابق لعب لمنتخب العراق عام 1966. لعب في كأس الأمم العربية 1966.

## الإنجازات

### كمدرب
القوة الجوية
- الدوري العراقي الممتاز: 1989–90

الزوراء
- الدوري العراقي الممتاز: 1998–99